# 池上清子
池上 清子（いけがみ きよこ）は、日本出身の国際公務員。国際連合人口基金東京事務所長等を経て、プラン・インターナショナル・ジャパン理事長、法務省難民審査参与員。

## 人物・経歴
埼玉県立熊谷女子高等学校出身。AFSでカリフォルニア州の高等学校を卒業後、国際基督教大学教養学部社会科学科を卒業し、出版社に入社。退社後、国際基督教大学大学院修了、行政学修士。指導教官は国際法学者の横田洋三。国連難民高等弁務官事務所定住促進担当、国際連合本部人事局行政官、ジョイセフ調査計画部長、ジョイセフ企画開発部長、国際家族計画連盟ロンドン資金調達担当官等を歴任した。
2002年から国際連合人口基金東京事務所長を務め、人口政策の提言などを行い、外務省ODA評価有識者会議委員、内閣官房長官諮問機関アフガニスタンの女性支援に関する懇談会メンバー等も務めた。
2011年日本大学大学院総合社会情報研究科国際情報専攻主任教授。2016年公益財団法人プラン・インターナショナル・ジャパン理事長。長崎大学熱帯医学・グローバルヘルス研究科教授、法務省難民審査参与員、アフリカ協会理事、野口英世アフリカ賞選考委員、日本国際保健医療学会評議員、日本国連学会理事、日本赤十字社常任理事等も歴任した。